# 1977.
◄ | 19. stoljeće | 20. stoljeće | 21. stoljeće | ►
◄ | 1940-ih | 1950-ih | 1960-ih | 1970-ih | 1980-ih | 1990-ih | 2000-ih | ►
◄◄ | ◄ | 1974. | 1975. | 1976. | 1977. | 1978. | 1979. | 1980. | ► | ►►
Arhitektura • Astronautika • Astronomija • Biologija • Film • Fotografija • Glazba • Kazalište • Kemija • Kiparstvo • Knjige • Književnost • Kršćanstvo • Meteorologija • Medicina • Planinarstvo • Politika • Pravo • Promet • Slikarstvo • Strip • Šport • Televizija • Znanost • Zrakoplovstvo • Željeznički promet

## Događaji
- Nakon tridesetak godina održana zadnja Velika nagrada Jadrana, najveće automobilističko natjecanje u Hrvatskoj ikad.[1]
- 18. siječnja- Jugoslavenski premijer Džemal Bijedić poginuo u avionskoj nesreći u BiH, zajedno sa suprugom i još šestoro. Na čelu Saveznog izvršnog vijeća ga nasljeđuje Veselin Đuranović (iz Crne Gore).
- 19. siječnja – U Miamiju je prvi puta u povijesti pao snijeg.
- 20. siječnja – Jimmy Carter nasljeđuje Forda na čelu SAD-a.
- 10. ožujka – Otkriveni su prstenovi oko Urana.
- 27. ožujka – Zrakoplovna nesreća na Tenerifima – na Tenerifima se dogodila najveća zrakoplovna nesreća u civilnom zrakoplovstvu. Poginulo je 583 ljudi.
- 18. travnja – Prstenasta pomrčina Sunca vidljiva iz Afrike
- 25. svibnja – Zvjezdani ratovi pušteni u distribuciju.
- 15. lipnja – Održani prvi demokratski izbori u Španjolskoj nakon Francove smrti.
- 27. lipnja – Nezavisnost Džibutija.
- 13. srpnja – Somalija objavljuje rat Etiopiji.
- 19. kolovoza – Veliki potres snage 7,0 po Richterovoj ljestvici koji je prouzročio cunami koji je odnio 316 ljudskih života.
- 20. kolovoza – Lansirana letjelica Voyager 2
- 5. rujna – Lansirana letjelica Voyager 1.
- 26. listopada – Posljednji slučaj prirodnih malih boginja otkriven je u okrugu Merca, Somalija. WHO i CDC smatraju ovaj datum obljetnicom iskorjenjivanja malih boginja, velikim uspjehom cijepljenja i, nadalje, moderne znanosti.
- 1. studenoga – Otkriven je 2060 Hiron.
- 4. prosinca – Jean-Bédel Bokassa okrunjen za cara Srednjoafričke Republike.

### Glazba
- 8. travnja – Prvi album grupe The Clash.
- 22. svibnja – Mick Jagger pjevač sastava The Rolling Stones upoznaje buduću suprugu Jerry Hall.
- 26. lipnja – Posljednji Presleyjev koncert.
- 17. listopada – Zrakoplovna nesreća zrakoplova američkog southern rock sastava Lynyrd Skynyrd. Pogibaju frontmen Ronnie Van Zant, gitarista Steve Gaines i njegova sestra Cassie Gaines. Ostali članovi čudom preživljavaju no sastav prestaje s radom.

## Rođenja

### Siječanj – ožujak
- 3. siječnja – Mayumi Iizuka, japanska seiyū i pjevačica
- 13. siječnja – Orlando Bloom, britanski glumac
- 22. siječnja – Hidetoshi Nakata, japanski nogometaš
- 25. siječnja – Hatem Trabelsi, tuniski nogometaš
- 26. siječnja – Vince Carter, američki košarkaš
- 2. veljače – Shakira, kolumbijska latino-pop pjevačica
- 5. veljače – Ben Ainslie, britanski jedriličar
- 7. veljače – Mariusz Pudzianowski, poljski snagator
- 19. veljače – Teo Đogaš, hrvatski vaterpolist
- 19. veljače – Gianluca Zambrotta, talijanski nogometaš
- 24. veljače – Floyd Mayweather Jr., američki boksač
- 27. veljače – Goga Sekulić, crnogorska pjevačica
- 28. veljače – Rafael Amaya, meksički glumac
- 2. ožujka – Ivana Bolanča, hrvatska glumica
- 8. ožujka – James Van Der Beek, američki glumac
- 10. ožujka – Robin Thicke, američki glazbenik
- 18. ožujka – Goran Tomić, hrvatski nogmetaš
- 24. ožujka – Jessica Chastain, američka glumica
- 26. ožujka – Capi, španjolski nogometaš
- 26. ožujka – Bianca Kajlich, američka glumica
- 28. ožujka – Ana Rukavina, hrvatska novinarka († 2006.)

### Travanj – lipanj
- 2. travnja – Michael Fassbender, njemačko-irski glumac
- 5. travnja – Daniel Majstorović, švedski nogometaš
- 8. travnja – Tomo Šokota, hrvatski nogometaš
- 9. travnja – Gerard Way, američki glazbenik
- 14. travnja – Sarah Michelle Gellar, američka glumica
- 16. travnja – Ceyda Düvenci, turska glumica
- 16. travnja – Fredrik Ljungberg, švedski nogometaš
- 23. travnja – John Cena, američki hrvač i glumac
- 24. travnja – Vjenceslav Somić, hrvatski rukometaš
- 26. travnja – Tom Welling, američki glumac
- 8. svibnja – Barbara Jelić Ružić, hrvatska odbojkašica
- 10. svibnja – Nick Heidfeld, njemački vozač Formule 1
- 11. svibnja – Janne Ahonen, finski skijaš-skakač
- 16. svibnja – Luciano Batinić, hrvatski operni pjevač
- 26. svibnja – Luca Toni, talijanski nogometaš
- 29. svibnja – Massimo Ambrosini, talijanski nogometaš
- 1. lipnja – Sarah Wayne Callies, američka glumica
- 2. lipnja – Franjo Dijak, hrvatski glumac
- 2. lipnja – Zachary Quinto, američki glumac
- 8. lipnja – Kanye West, američki reper, pjevač, tekstopisac, glazbeni producent, redatelj spotova, filmski redatelj i modni dizajner
- 16. lipnja – Enes Vejzović, hrvatski glumac
- 22. lipnja – Ayça Varlıer, turska glumica i pjevačica
- 27. lipnja – Raúl, španjolski nogometaš

### Srpanj – rujan
- 1. srpnja – Liv Tyler, američka glumica
- 6. srpnja – Max Mirnyi, bjeloruski tenisač
- 8. srpnja – Milo Ventimiglia, američki glumac
- 10. srpnja – Chiwetel Ejiofor, engleski glumac
- 12. srpnja – Brock Lesnar, američki hrvač, MMA borac i igrač američkog nogometa
- 19. srpnja – Tomislav Jelinčić, hrvatski TV- voditelj i novinar
- 20. srpnja – Dora Lipovčan, hrvatska kazališna i filmska glumica
- 21. srpnja – Vanja Iveša, hrvatski nogometaš
- 24. srpnja – Mehdi Mahdavikia, iranski nogometaš
- 24. srpnja – Domagoj Matošević, hrvatski katolički svećenik
- 27. srpnja – Jonathan Rhys Meyers, irski glumac
- 28. srpnja – Emanuel Ginóbili, argentinski košarkaš
- 2. kolovoza – Edward Furlong, američki glumac
- 3. kolovoza – Tom Brady, američki igrač američkog nogometa
- 6. kolovoza – Marija Škaričić, hrvatska glumica
- 12. kolovoza – Iva Majoli, hrvatska tenisačica
- 17. kolovoza – Thierry Henry, francuski nogometaš
- 17. kolovoza – William Gallas, francuski nogometaš
- 17. kolovoza – Tarja Turunen, finska pjevačica
- 23. kolovoza – Jelena Rozga, hrvatska pjevačica
- 24. kolovoza – Robert Enke, njemački nogometaš († 2009.)
- 24. kolovoza – Jürgen Macho, austrijski nogometaš
- 30. kolovoza – Kamil Kosowski, poljski nogometaš
- 2. rujna – Frédéric Kanouté, malijski nogometaš
- 5. rujna – Tena Štivičić, hrvatska dramatičarka
- 11. rujna – Ludacris, američki reper i glumac
- 12. rujna – Daria Knez, hrvatska glumica
- 15. rujna – Tom Hardy, engleski glumac
- 22. rujna – Vedran Đipalo, hrvatski boksački olimpijac

### Listopad – prosinac
- 2. listopada – Didier Défago, švicarski skijaš
- 12. listopada – Bode Miller, američki skijaš
- 12. listopada – Young Jeezy, američki reper
- 13. listopada – Paul Pierce, američki košarkaš
- 13. listopada – Robert Kurbaša, hrvatski glumac
- 14. listopada – Martina Validžić, hrvatska televizijska novinarka
- 14. listopada – Oleg Velyky, njemački rukometaš († 2010.)
- 15. listopada – David Trézéguet, francuski nogometaš
- 17. listopada – André Villas-Boas, portugalski nogometni trener
- 18. listopada – Ryan Nelsen, novozelandski nogometaš
- 20. listopada – Wanda D'Isidoro, američko-venecuelanska glumica
- 4. studenoga – Evgenija Radanova, bugarska klizačica
- 4. studenoga – Leonora Surian, hrvatska glumica i pjevačica
- 6. studenoga – Dušan Kecman, srpski košarkaš
- 10. studenoga – Brittany Murphy, američka glumica i glazbenica († 2009.)
- 16. studenoga – Oksana Bajul, ukrajinska klizačica
- 16. studenoga – Maggie Gyllenhaal, američka glumica
- 19. studenoga – Oliver Đorđević, hrvatski violončelist
- 30. studenoga – Steve Aoki, američki DJ
- 3. prosinca – Adam Małysz, poljski skijaš skakač
- 3. prosinca – Ksenija Pajčin, srpska pjevačica († 2010.)
- 12. prosinca – Lea Dekleva, hrvatska kantautorica
- 18. prosinca – Matthias Schoenaerts, belgijski glumac
- 21. prosinca – Emmanuel Macron, francuski predsjednik
- 23. prosinca – Jari Mäenpää, finski glazbenik
- 29. prosinca – Katherine Moennig, američka glumica
- 30. prosinca – Saša Ilić, srpski nogometaš
- 31. prosinca – Psy, južnokorejski glazbenik

## Smrti

### Siječanj – ožujak
- 14. siječnja – Anthony Robert Eden, britanski političar (* 1897.)
- 9. veljače – Ing. Sergej Vladimirovič Iljušin, ruski general i konstruktor aviona (* 1894.)

### Travanj – lipanj
- 11. travnja – Jacques Prévert – francuski pjesnik (* 1900.)
- 23. travnja – Boris Demidovič, bjeloruski matematičar (* 1906.)
- 10. svibnja – James Jones, američki književnik (* 1921.)
- 10. svibnja – Joan Crawford, američka glumica (* 1905.)
- 3. lipnja – Archibald Vivian Hill, engleski fiziolog, nobelovac (* 1886.)
- 16. lipnja – Wernher von Braun, američki izumitelj njemačkog porijekla (* 1912.)

### Srpanj – rujan
- 4. kolovoza – Ernst Bloch, njemački filozof (* 1885.)
- 8. kolovoza – Edgar Douglas Adrian, britanski liječnik, nobelovac (* 1889.)
- 16. kolovoza – Elvis Presley, američki pjevač (* 1935.)
- 19. kolovoza – Groucho Marx, američki glumac (* 1890.)
- 25. kolovoza – Károly Kós, mađarski arhitekt (* 1883.)
- 16. rujna – Maria Callas, američka operna pjevačica grčkog porijekla (* 1923.)

### Listopad – prosinac
- 14. listopada – Bing Crosby, američki pjevač i glumac (* 1904.)
- 17. listopada – Ronnie Van Zant, američki pjevač i frontmen grupe Lynyrd Skynyrd (* 1948.)
- 17. listopada – Steve Gaines, američki tekstopisac i gitarista grupe Lynyrd Skynyrd (* 1949.)
- 30. listopada – Gustav Krklec, hrvatski književnik (* 1899.)
- 25. prosinca – Charles Chaplin, engleski glumac, redatelj i scenarist (* 1889.)
- 26. prosinca – Howard Hawks, američki filmski redatelj (* 1896.)

## Nobelova nagrada za 1977. godinu
- Fizika: Philip W. Anderson, Nevill F. Mott i John H. van Vleck
- Kemija: Ilya Prigogine
- Fiziologija i medicina: Roger Guillemin, Andrew V. Schally i Rosalyn Yalow
- Književnost: Vicente Aleixandre
- Mir: Amnesty International
- Ekonomija: Bertil Ohlin i James Edward Meade

## Vanjske poveznice
|  | Zajednički poslužitelj ima još gradiva o temi 1977. |